# Mesorregión del Norte Amazonense
La mesorregión del Norte Amazonense es una de las cuatro mesorregiones del estado brasileño del Amazonas.
Es formada por 6 municipios agrupados en dos microrregiones. Es la mayor mesorregión del Amazonas en área territorial, con 404.980,006 km². Entretanto, es la menos populosa de estas, con 124 810 habitantes, de acuerdo con estimaciones del Instituto Brasileño de Geografía y Estadística (IBGE) en 2012.

## Microrregiones
- Microrregión de Japurá, formada por los municipios de Japurá y Maraã.
- Microrregión de Río Negro, formada por los municipios de Barcelos, Nuevo Airão, Santa Isabel del Río Negro y San Gabriel de la Cascada.

- Datos: Q2659962